# Tillandsia suesilliae
Tillandsia suesilliae är en gräsväxtart som beskrevs av W.Till, López-ferr. och Mario Adolfo Espejo Serna. Tillandsia suesilliae ingår i släktet Tillandsia och familjen Bromeliaceae. Inga underarter finns listade i Catalogue of Life.